# Hylaeamys perenensis
Hylaeamys perenensis és una espècie de mamífer rosegador de la família dels cricètids. Viu a Bolívia, el Brasil, Colòmbia, l'Equador i el Perú. Es tracta d'un animal nocturn i solitari. S'alimenta de llavors, fruita i insectes. El seu hàbitat natural són les zones riberenques de la conca de l'Amazones. És una espècie en risc mínim, és a dir, no sembla que hi hagi cap amenaça significativa per a la seva supervivència.